# Familia Barozzi
Barozzi es el nombre de una familia patricia de Venecia.

Escudo de armas de los Barozzi.

Originario de Padua, de donde pasa a Torcello y luego a Venecia, la familia patricia Barozzi pertenecía a la nobleza veneciana más antigua, al grupo de las veinticuatro llamadas casas antiguas, los primeros registros se remontan a la época de Atila. Permanece en el Gran Concilio incluso cuando estaba cerrado. A Giacomo Barozzi fue elegido barón por los emperadores de Constantinopla, obteniendo el dominio de las dos islas de Santorini y Therasia. Fue el padre de Andrea diplomático y oficial en Creta. Un miembro era el Patriarca de Grado y otro el Patriarca de Venecia, varios obispos y otros hombres de estudios. Recordamos al matemático Francesco Barozzi y Elena.

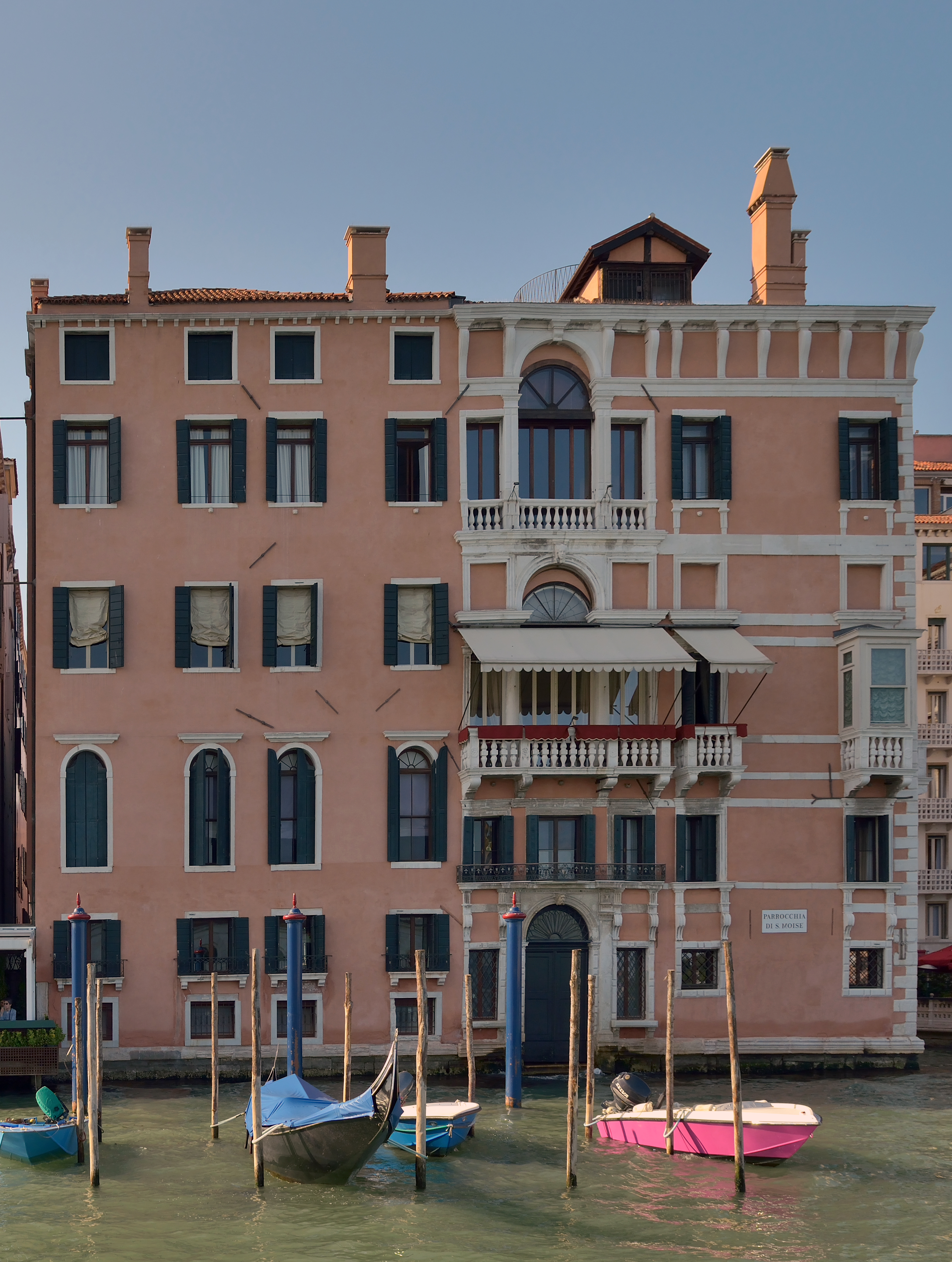
Palacio Barozzi Emo Treves de Bonfili en el Gran Canal de Venecia